# سيدني جي. فان دن بيرغ
سيدني جي. فـان دن بيرغ هو سياسي هولندي، ولد في 25 أكتوبر 1898 في روتردام في هولندا، وتوفي في 25 سبتمبر 1977 في لاهاي في هولندا. نشط حزبياً في حزب الشعب من أجل الحرية والديمقراطية. وقد انتخب وزير الدفاع ‏ (19 مايو 1959 – 1 أغسطس 1959) وانتخب عضو مجلس الشيوخ في هولندا ‏ (17 سبتمبر 1963 – 10 مايو 1971).

## وصلات خارجية
- سيدني جي. فـان دن بيرغ على موقع مونزينجر (الألمانية)